# Chairil Anwar
Chairil Anwar (Medan, 26 giugno 1922 – Giacarta, 28 aprile 1949) è stato un poeta, scrittore ed annunciatore radiofonico indonesiano.
Conosciuto anche come Si Binatang Jalangu ("L'animale selvaggio", da un verso della sua poesia Aku), fu membro prominente della corrente letteraria dell'Angkatan 45 (Generazione del '45), che prende il nome dal periodo che comincia con la dichiarazione d'Indipendenza dell'Indonesia nel 1945 e ha termine con la cessione della sovranità dell'arcipelago dai Paesi Bassi al nuovo governo indonesiano del presidente Sukarno. Dopo aver pubblicato la prima poesia nel 1942, Anwar continuò a scrivere, nonostante i suoi lavori fossero spesso censurati dai giapponesi che al tempo occupavano l'Indonesia. Visse una vita da ribelle, scrivendo fino alla morte, che lo colse all'età di 27 anni per una malattia sconosciuta. Si stima che Chairil compose 96 opere, tra cui 75 poesie, 7 opere di prosa e 3 raccolte poetiche.
Descritto dai suoi amici come testardo e scorbutico, sapeva essere comunque sensibile alla sua maniera, nonostante la sua arroganza e la sua maleducazione lo rendessero una persona difficile da comprendere o con cui convivere. Vivendo senza preoccupazioni rispetto a ciò che gli accadeva attorno e rifiutando qualsiasi tipo di autorità, dall'animo ribelle e venendo anche accusato di plagio su alcune delle sue opere, Chairil Anwar adottò uno stile unico, nel quale si possono apprezzare i temi ricorrenti della morte e di tutto ciò che la riguarda, dell'individualismo e dell'esistenzialismo, spesso espressi in modi volutamente ambigui. Influenzato dalla poetica estera, Anwar scrive con un linguaggio colloquiale e popolare, usando una sintassi originale, che in seguito sarà alla base dello sviluppo della lingua indonesiana.

## Biografia

### Giovinezza

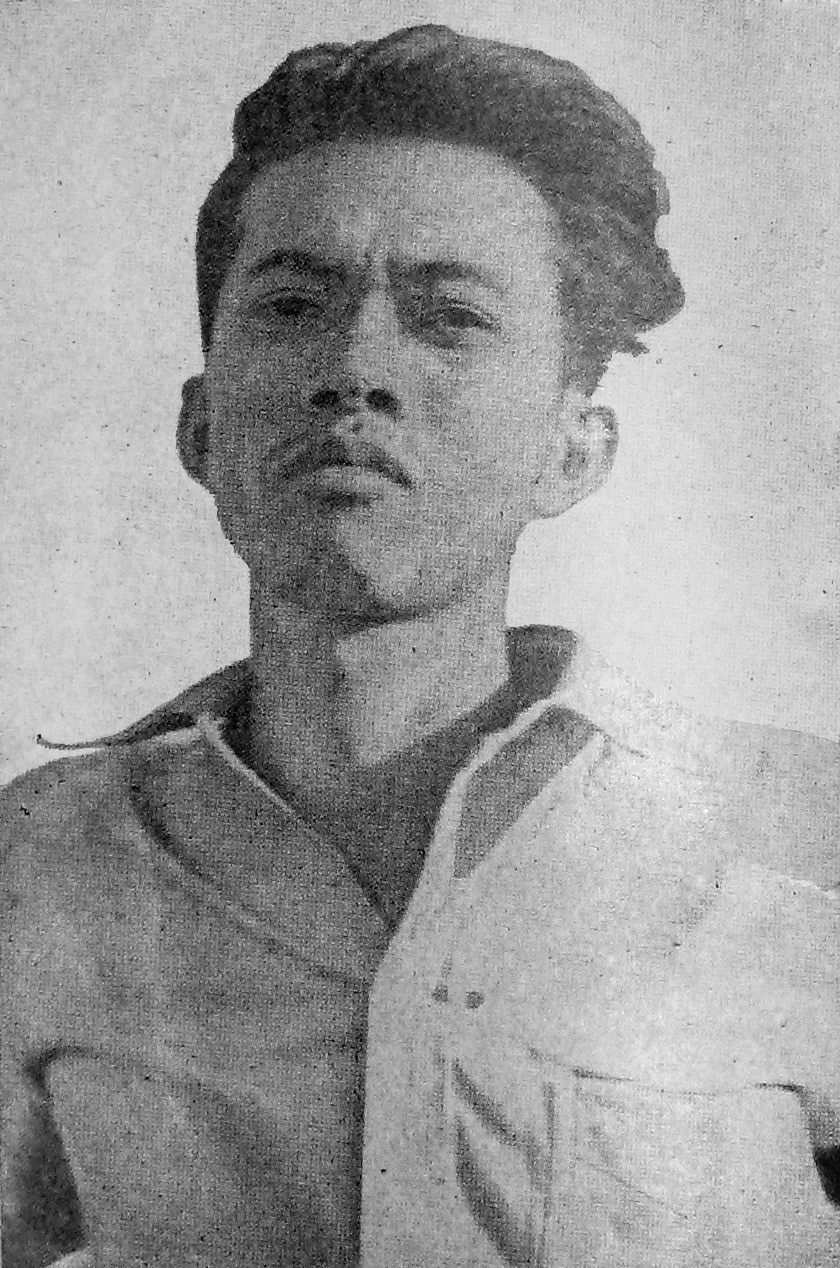
Anwar fotografato da Dolf Verspoor

Le informazioni sull'infanzia di Chairil sono scarse e contraddittorie. Nacque a Medan, figlio unico di Tulus e Saleha (o forse con una sorella maggiore di nome Chairani), di etnia Minangkabau, residenti nel distretto di Lima Puluh Kota, facente parte della provincia della Sumatra Settentrionale, allora sotto il controllo delle Indie orientali olandesi. Suo padre era Reggente (una sorta di sindaco) di Indagiri, nella provincia di Riau. Da bambino veniva definito come ostinato, cocciuto ed incapace di accettare la sconfitta, caratteristiche simili a quelle dei suoi genitori, da cui venne viziato nel corso della sua infanzia. Frequentò scuole per nativi indonesiani istituite dal governo coloniale olandese, prima di abbandonare gli studi all'età di 18 anni o poco prima. In seguito, Anwar affermò che decise di diventare un'artista già all'età di 15 anni, quando aveva già iniziato a comporre qualche poesia. Era un avido lettore e aveva una predilezione per scrittori statunitensi quali Ernest Hemingway e John Steinbeck.
Dopo il divorzio dei suoi genitori, avvenuto quando Chairil aveva 19 anni, suo padre continuò a mantenere economicamente lui e sua madre, i quali si trasferirono nella capitale Batavia, l'odierna Giacarta. Pur avendo intenzione di continuare gli studi, Anwar abbandonò nuovamente il percorso scolastico: nonostante ciò, nella sua vita riuscì a imparare diverse lingue e arrivò a parlare fluentemente l'olandese, l'inglese e il tedesco. Per poter sopravvivere, chiese allo zio di un suo conoscente (e suo padrone di casa) un prestito da usare come capitale iniziale per una rivendita di elettrodomestici, biciclette e stoviglie di seconda mano. La sua intenzione era comprare a basso prezzo oggetti non più utilizzati dalle casalinghe olandesi o eurasiatiche, i cui mariti erano in guerra o reclusi in campi di prigionia giapponesi, per piazzarli a suoi amici indonesiani. L'attività non ebbe però successo, a causa dello sperperamento dei guadagni in libri usati e altri agi. In questo modo, Anwar transcorreva le sue giornate leggendo opere di autori di fama internazionale, come Rainer Maria Rilke, Wystan Hugh Auden, Archibald MacLeish, Hendrik Marsman, Jan Jacob Slauerhoff e Edgar du Perron. Questi scrittori influenzarono notevolmente la sua scrittura e indirettamente il panorama letterario indonesiano.
Nonostante i problemi finanziari, si atteggiava da ragazzo benestante: vestiva in abiti eleganti, accompagnava ragazze a ballare e si recava spesso al cinema con la madre per vedere film statunitensi. Pur di mantenere questo stile di vita al di sopra delle sue possibilità, sfruttò l'amore incondizionato di sua madre, al punto da costringerla a vendere tutti i suoi possedimenti per soddisfare le richieste del figlio. Rimanendo senza fissa dimora, iniziò a trasferirsi da una casa di amici all'altra. Girovagando in questo modo, iniziò a frequentare persone di qualsiasi ceto: dormendo sotto i ponti della capitale fece amicizia con guidatori di risciò e le prostitute, ma essendo anche gradito ospite di figure importanti dell'epoca, come Mohammad Hatta (futuro vice-presidente della nazione) e Sutan Sjahrir, primo ministro dell'Indonesia nel dopoguerra, con il quale condivideva anche un legame di parentela. A Batavia Chairil iniziò a frequentare alcuni bambini e ragazzi appartenenti a ricche famiglie indonesiane ed entrò in contatto con alcuni circoli letterari locali. La sua vita lasciva, all'epoca riferita come bahmien e concentrata principalmente a godere dei "piaceri della vita" venne abbandonata con l'invasione giapponese.

### Esordi

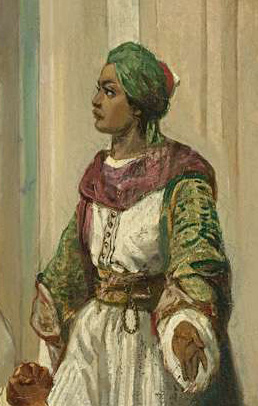
Diponegoro parla del principe Diponegoro, che condusse una guerra contro i colonialisti olandesi dal 1825 al 1830.

Non abbiamo altre informazioni affidabili su questo periodo, se non reminiscenze scritte da suoi amici o informazioni orali tramandate da persone a lui vicine, ma prive di informazioni affidabili. Nel 1942 vi fu un radicale cambiamento nel comportamento di Anwar e nella sua visione del mondo: per la prima volta iniziò ad interrogarsi su alcune questioni come l'esistenza umana, la giustizia e la verità. Divenne così cosciente delle sofferenze delle persone e della crudeltà dell'esercito giapponese, iniziando ad odiarli. Diversi fattori potrebbero aver contribuito a questo cambiamento, tra cui la morte di suo nonno, che lo viziò per tutta la vita e per il quale provava un sincero affetto. Il luttuoso evento, avvenuto nell'ottobre dello stesso anno, sei mesi circa dopo l'inizio dell'occupazione militare giapponese delle Indie orientali olandesi, spinse Anwar a pubblicare il suo primo lavoro: venne così alla luce Nisan (Lapide o Epitaffio, probabilmente la sua prima poesia in assoluto), con la quale Anwar iniziò a ricevere le prime attenzioni dalla critica letteraria. Nonostante ciò, alcuni dei suoi successivi componimenti, presentati per la pubblicazione, vennero rifiutati dalle case editrici: nel 1943, dopo aver inviato una raccolta di poesia autografe alla rivista Pandji Pustaka, molte di queste vennero scartate. La motivazione ufficiale fu l'impronta troppo individualistica di stampo occidentale e personale degli scritti, ma probabilmente vennero censurate dalle autorità imperiali giapponesi, che dal marzo del 1942 occupavano le Indie Orientali Olandesi. Durante questo periodo, esse bandirono qualsiasi pubblicazione che non seguisse lo spirito del progetto della sfera di co-prosperità della Grande Asia orientale. Tuttavia, alcune poesie come Diponegoro riuscirono ad aggirare la censura giapponese, circolando su riviste e giornali stampati su carta-straccia e venduti di nascosto a bassissimo prezzo. Fu in questo periodo che compose Aku (Io), originariamente Aku dan Krawang Bekasi, considerata la sua magnum opus. Per guadagnarsi da vivere, accettò di lavorare in una stazione radiofonica fondata dai giapponesi, parlando di attualità e di poesia, facendosi conoscere così al grande pubblico ed espandendo la sua fama grazie ai suoi discorsi mai banali e al suo particolarissimo punto di vista.
Durante il periodo dell'occupazione, continuò a conoscere e stringere amicizia con numerosi scrittori e poeti come Sitor Situmorang, formando un gruppo di autori che si renderà protagonista della scena letteraria indonesiana del dopoguerra e con i quali fondò la rivista Gema Gelanggang (L'Eco dell'Arena) nel 1945. Ebbe la fortuna di conoscere altri noti artisti indonesiani o che in quel periodo stavano iniziando a farsi notare; due esempi lampanti sono i pittori Affandi e Basuki Resobowo, al quale dedicò due poesie: la prima, Sorga (Paradiso), fu scritta a Malang il 25 febbraio 1947 e inclusa nella collezione Deru Tjampur Debu. La seconda, Sajak Buat Basuki Resobowo (Poesia per Basuki Resobowo) venne inviata nel carteggio tra i due artisti tre giorni dopo e successivamente raccolta nell'antologia "Tiga Menguak Takdir". Su Pantja Raja il primo gennaio del 1947 comparve anche la poesia Betina'-nya Affandi (La puttana di Affandi), contro la ex-moglie dell'amico. Hans Bague Jassin, critico letterario indonesiano, descrisse l'Anwar dell'epoca come un uomo "magro, pallido e trasandato", i cui occhi erano "rossi, [e] in qualche modo selvaggi, ma sempre dando l'impressione che fosse perso nei suoi pensieri", i cui movimenti erano come "un a cui semplicemente non importa nulla".

### Dopoguerra

Sukarno, primo presidente della Repubblica indonesiana

Anwar ebbe un ruolo attivo nel processo d'indipendenza indonesiana. Militò fra le file del movimento nazionalista del 1945 (Gerakan Angkatan 45) quando le forze olandesi e inglesi sbarcarono a Giacarta, come descritto nella poesia Malam (Notte) del 1945. Dopo secoli di colonialismo europeo, l'occupazione giapponese, che venne giustificata dal grande ideale di un'Asia unita, fece rinascere un sentimento nazionalista che gli olandesi cercarono sempre di sopprimere. Con la fine della Seconda Guerra Mondiale e la restaurazione delle Indie Orientali Olandesi, gli indonesiani iniziarono a chiedere più libertà e diritti, oltre che autonomia dalle decisioni prese dal Binnenhof a L'Aia.

### Vita sentimentale
Quando era annunciatore radiofonico, Chairil si innamorò di Sri Ayati. Nata nel 1919 a Tegal, nella Giava Centrale, visse a Giacarta sin da bambina e si interessò alla poetica mentre lavorava come presentatrice radiofonica. Divenuta sua musa ispiratrice, Chairil fino alla fine della sua vita non ebbe il coraggio di esprimerlo, vedendo così Sri sposare un medico e successivamente trasferirsi nel 1946 nel Banten per sostenere le forze rivoluzionarie, dopo la rioccupazione di Giacarta da parte degli olandesi. Sri non rivide più Chairil e morì all'età di 90 anni nel 2009. A lei avrebbe dedicato la poesia Senja di Pelabuhan Ketjil (Crepuscolo in un piccolo porto, ma conosciuta anche come Per Sri Ayati). Dopo aver lasciato Giacarta per Krawang,insieme all'esercito rivoluzionario indonesiano a metà del 1946, incontrò Hapsah Wiraredja, alla quale si presentò come un corrispondente di guerra. Dopo due mesi di conoscenza, si sposarono il 6 settembre dello stesso anno, ritornando ad abitare nella capitale. Tuttavia, non fu un'unione felice: il matrimonio fallì a causa della noncuranza di Anwar nel mantenimento della sua famiglia. Non aspirava ad un lavoro regolare, preferendo perseguire il suo ideale anticonformista nell'inseguimento della propria libertà personale. Neppure la nascita nel 1947 di sua figlia, Evawane Alissa, nata con problemi motori causati dalle malattie sessualmente trasmissibili contratte da Chairil, modificò il suo stile di vita. Sempre più concentrato solamente sulla scrittura, Anwar iniziò a trascurare sé stesso, iniziando a soffrire di malattie legate allo stress, debilitandosi fisicamente, e trascurando la famiglia, terminando infine il proprio matrimonio nel 1948. Dopo la morte di Chairil, nel 1950 Hapsah cambiò il nome di sua figlia in Evawani, poiché il nome precedente ricordava l'ambonese, parlato dagli ambonesi che all'epoca affrontarono una guerra civile contro lo stato indonesiano dopo la proclamazione della Repubblica delle Molucche del Sud.

### Morte

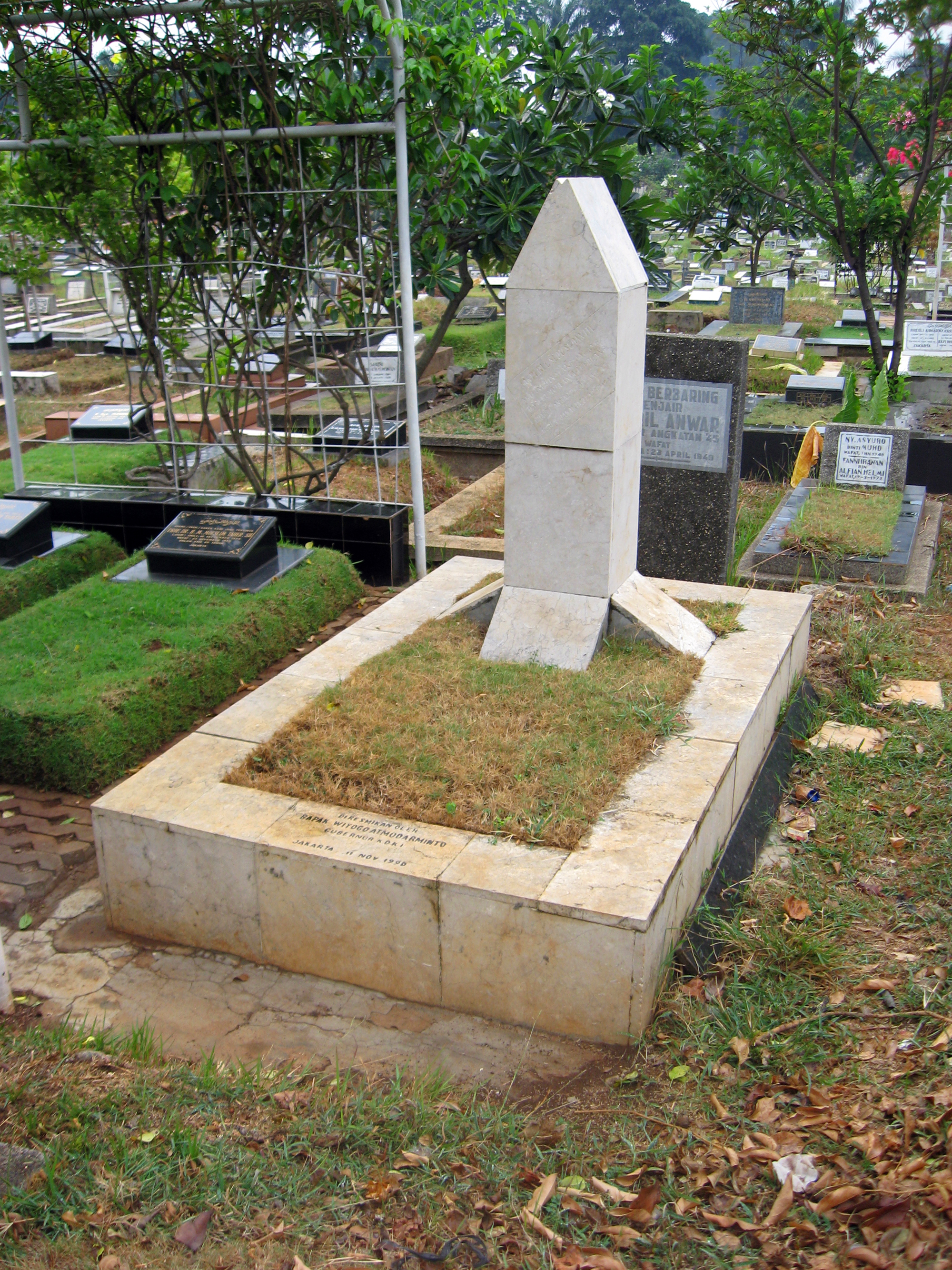
La tomba di Anwar a Karet Bivak

Non abbiamo informazioni esatte sulla vita di Anwar tra il suo divorzio e la sua morte. Certo è che la vitalità poetica di Chairil non venne mai eguagliata dalla sua condizione fisica. Dopo la morte di suo padre, uno delle centinaia di vittime civili rimaste uccise nel Massacro di Rengat, ad opera delle forze armate olandesi, scrisse la sua ultima poesia, Cemara Menderai Sampai Jauh (Gli Abeti Vengono Segati in Lontananza), prima di morire alle tre e mezza del pomeriggio del 28 aprile 1949 al CBZ Hospital (Ora R.S. Ciptomangunkusomo) di Giacarta; il giorno seguente, venne seppellito nel cimitero cittadino di Karet Bivak, alla presenza di molti giovani, di amici e di eminenti personalità repubblicane. Le cause della sua morte sono incerte: era affetto da tempo da malattie polmonari e infezioni che, negli ultimi mesi, lo resero sempre più debole, provocando anche la rottura dell'intestino. Gli ultimi giorni, cominciò a delirare a causa della febbre e quando si riprese disse: "Dio mio, Dio mio...". Non venendo eseguita un'autopsia, alcuni medici ipotizzarono che fosse affetto da tifo esantematico o sifilide, oppure entrambe, con presenza della tubercolosi. Il professore olandese di letteratura indonesiana Andries Teeuw suggerisce che Anwar fosse consapevole del suo destino di perire in giovane età, indicando come, nella poesia Jang Terampas dan Jang Putus (Alcuni Sono Depredati, Alcuni Scappano), che ruota intorno al tema della resa, vi è una predizione della sua fine, oltre che della sua sepoltura a Karet.
Nella sua vita Anwar scrisse circa 94 opere, di cui 71 poesie. Anwar considerava solo 13 di queste come veramente valide. La maggior parte dei suoi lavori erano inediti alla sua morte, per poi venire raccolti in tre antologie postume: la prima, pubblicata nel 1949, fu Deru Tjampur Debu (Rumore Misto alla Polvere), seguita da Kerikil Tadjam dan Jang Terampas dan Terputus (Ciottoli Taglienti e Alcuni Sono Depredati, Alcuni Scappano) dello stesso anno e Tiga Menguak Takdir (Il Destino di Tre Lacerati) del 1950, che contiene anche poesie di Asrul Sani e Rivai Apin. Nonostante molte poesie abbiano lo stesso titolo in queste raccolte, tutte hanno delle piccole differenze tra loro.

### Accuse di plagio postume
Dopo la sua morte, Anwar venne accusato di plagio. In un suo articolo sul quotidiano Mimbar Indonesia intitolato Karya Asli, Saduran, dan Plagiat (Lavori originali, Adattamenti e Plagi), l'amico HB Jessin accostò le poesie Karawang-Bekasi di Anwar e The Young Dead Soldiers Do Not Speak di Archibald MacLeish, osservandone tutte le similitudini. Comunque, Jassin non accusò direttamente Chairil: nella sua visione, pur con tutte le somiglianze del caso, si può notare una forte impronta della poetica di Anwar, definendo quindi il testo di MacLeish un mero "catalizzatore" per la sua creazione. In quell'occasione il plagio potrebbe esser stato eseguito necessità: all'epoca, Anwar aveva bisogno di soldi per poter pagare una vaccinazione. Balfas difende però Anwar: secondo lui, nonostante abbia evidentemente usato poesie altrui come base per le proprie, furono cambiate abbastanza e apportate nuove idee a sufficienza, tanto da renderle proprie.

## La poetica

### Stile
Anwar utilizzava un linguaggio quotidiano e colloquiale nei suoi componimenti. Anwar sfruttò anche la morfologia della lingua indonesiana, adoperando prefissi e suffissi per creare una scrittura più dinamica e suscitare un forte impatto nelle sue rime. La sua scelta di vocaboli, che si distanzia molto dalla classica influenza della lingua malese, ma anzi ha affinità e trae spunto dall'olandese e dall'inglese, facilmente riscontrabile dalla scelta di adoperare prestiti linguistici, influenzerà notevolmente il successivo sviluppo della lingua indonesiana, dimostrando la debolezza dell'indonesiano a lui contemporaneo.
L'influenza occidentale per Anwar è caratteristica della Generazione del '45. Precedentemente, gli autori indonesiani seguirono sempre le influenze della poetica tradizionale indonesiana e della sua impronta nazionalista ed esclusivista, mentre i membri dell'Angkatan 45, Anwar incluso, ebbero a che fare con un individualismo e un esistenzialismo di impronta occidentale.
Anwar era capace di far proprie "idee, immagini ed atmosfere" straniere nelle sue produzioni, generalmente dall'ovest, ma in una poesia chiaramente giapponesi. 
La sua scrittura non era tradizionale: molte poesie sono un misto di corti, solitari versi o veri e propri testi, ma in ogni singola poesia si può notare uno schema definito. Solo tre delle poesie di Anwar, Kepada Peminta-Peminta (A Chi Chiede), ? e Cemara Menderai Sampai Jauh, seguono un tradizionale schema a quattro versi.
Tra tutte le poesie di Anwar, solo sei non hanno un titolo: tra queste, una appartiene ad un discorso pronunciato in radio nel luglio 1943, mentre un'altra ha un punto interrogativo, risultando quindi chiamata "?". Il titolo di queste poesie diventa un importante strumento per il lettore, fornendo spunti su come il messaggio debba essere concepito, come Sendja di Pelabuhan Ketjil, Diponegoro e Kepada Pelukis Affandi (Al Pittore Affandi).
In sintesi, il suo stile è considerato atmosferico, carico di immagini forti, simboli, artefici letterari e, infine, pessimismo.

### Tematiche
La produzione letteraria di Anwar non è incentrata su una singola tematica, dato che le sue poesie riflettevano il suo stato mentale all'epoca in cui sono state scritte. L'unica particolarità notabile in tutte le sue opere è un'intensità che riflette il radicalismo dell'autore, che permeò qualsiasi aspetto della sua vita. Le singole poesie, pur essendo talvolta piene di eccitazione, generalmente riflettono un'insistente paura della morte e depressione, al punto da rendere impossibile individuare il "vero Chairil". A parte questo, tutti i lavori di Anwar si prestano a molteplici interpretazioni, grazie a cui ogni lettore trae ciò che vuole dalle sue opere: gli occupanti giapponesi leggevano in Diponegoro una sfida al colonialismo bianco, i cristiani indonesiani vedevano in Doa (Preghiera) e Isa (Gesù) il punto di vista positivo di Anwar rispetto al cristianesimo e i musulmani avevano in Dimesjid (Alla Moschea) la prova che Anwar "avesse incontrato Allah e combattuto con lui". Le sue prima opera mostrano la pesante influenza di Marsman, mentre componimenti successivi sono influenzati da Rilke, Slauerhoff e Xu Zhimo.

## Impatto sulla lingua indonesiana

### L'indonesiano prima di Anwar

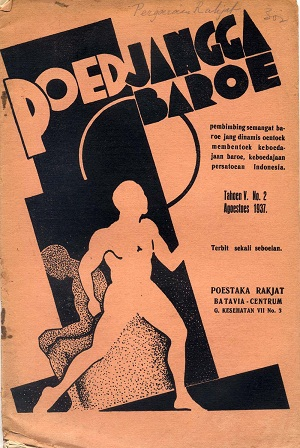
La copertina di un numero del 1937 della rivista Pudjangga Baru. Da notare il titolo scritto in lingua Malay

Il 28 ottobre 1928, l'organizzazione giovanile Indonesia Muda (Indonesia Tutta) organizzò un primo congresso dedicato ad Anwar a Giacarta e proclamò il suo ideale, conosciuto anche come Sumpah Pemuda (Giuramento della Gioventù), riassunto nella frase: "Un'Indonesia, una persona indonesiana, una lingua indonesiana". Storicamente, in Indonesia, arcipelago composto da più di 17000 isole, ognuna di esse utilizzava un suo dialetto e, nelle zone insulari di maggior estensione, numerose varianti locali. La lingua indonesiana o Bahasa Indonesia si sviluppò dal malese o Bahasa Malay, lingua usata comunemente nella penisola malese, nel Borneo e nella parte orientale di Sumatra: per secoli, infatti, il Malay fu la lingua franca del sudest asiatico, non solo per ragioni commerciali, ma anche religiose, essendo la predicazione dell'Islam in Indonesia partita dalla Malesia centrale. Ciò portò al riconoscimento dell'importanza di questa lingua da parte olandese nelle Indie Orientali, venendo usata come mezzo di comunicazione per la propria promozione politica, così come nell'amministrazione e nell'educazione, nonostante la lingua ufficiale rimase l'olandese. Con l'espandersi del controllo olandese sull'arcipelago e quindi della sua amministrazione, il Malay si diffuse sempre più in tutti i territori sottomessi. Dopo il 1928 alcuni autori iniziarono ad utilizzare, in via sperimentale, la versione del Bahasa Malay parlata in Indonesia, il Bahasa Indonesia, in saggi, recensioni, articoli di giornale, scientifici e culturali. Grazie a questa generazione di scrittori, chiamati Pudjangga Baru (Nuovi Scrittori) dal nome del periodico su cui pubblicavano, il vocabolario dell'Indonesiano iniziò ad arricchirsi di voci ed espressioni, tra i quali termini presi dall'olandese e l'inglese. Ma soprattutto, queste persone deviarono, consciamente o innocentemente, le regole grammaticali del Malay, avviandone una modernizzandone della sintassi e della morfologia. Ma questo gruppo di persone non riuscì ad espandere la propria popolarità, rimanendo in un numero troppo esiguo per poter rendere importante la nuova lingua e il Bahasa Indonesia rimase sotto ogni aspetto secondo al Malay e all'olandese . Molto probabilmente, però, Anwar utilizzò l'indonesiano come idioma nella sua infanzia.

### Invasione giapponese

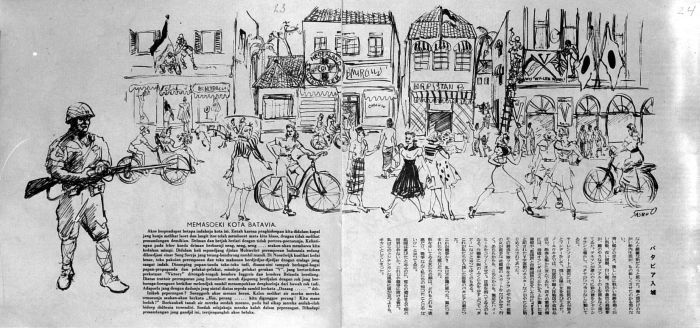
Vignetta propagandistica dell'entrata giapponese a Batavia

Tutto ciò cambiò con l'occupazione nipponica. L'olandese venne abolito come lingua ufficiale e proibito in tutti i settori della società. Per via di una progressiva perdita di contatti con la Malesia a causa della guerra, il Bahasa Indonesia divenne l'unica lingua disponibile per sostituirla. In poco tempo, tutti gli indonesiani di qualsiasi strato sociale si adeguarono alle imposizioni nipponiche, rendendo questa situazione di fondamentale importanza per lo sviluppo della nuova lingua. È corretto che ogni attività di scrittura e pubblicazione furono dall'inizio sotto il controllo dei censori giapponesi, ma, per ovvie ragioni, questi potevano solo occuparsi del contenuto degli scritti, senza mai criticare la lingua e lasciando alla popolazione completa libertà per il suo sviluppo. 
Lessico e grammatica furono soggetti ad innovazioni, non tanto perché il Bahasa Indonesia fosse inadeguato, quanto perché i suoi fruitori erano poco familiari con le strutture e le potenzialità del linguaggio. Di conseguenza, molti indonesiani, inconsciamente, si rifecero ad altre fonti per colmare i vuoti nelle loro conoscenze, calcando termini sull'olandese o dall'inglese. Per di più, oltre agli intellettuali che iniziarono ad utilizzare l'indonesiano al posto dell'olandese, un sempre maggiore numero di indonesiani senza una vera e propria educazione dovettero cambiare idioma, dai dialetti regionali ad un improvvisato Bahasa Indonesia per rimanere al passo con i crescenti contatti intra-indonesiani dovuti al crescente sviluppo sociale nel paese; in questa situazione, le loro lingue natali non risultarono più adeguate. L'interazione tra indonesiano e i vari dialetti avvenne su una scala più vasta rispetto a quella tra indonesiano e olandese, portando alcuni pattern, regole grammaticali e vocaboli nel Bahasa Indonesia.
L'occupazione e tutti i cambiamenti che comportò ebbe effetto anche sulla lingua: culturalmente, qualsiasi contatto tra Indonesia e Occidente venne brutalmente cessato. Pudjangga Baru, nonostante i suoi ideali nazionalisti sempre una testa sostenitrice della libertà e democrazia, fu costretta a sospendere le pubblicazioni. Dato lo scarso sforzo del governo occupazionista nel sostituire le attivita proibite o rese impossibili, gli indonesiani svilupparono nuove attività culturali per proprio conto. Oltre a chi iniziò a sostenere la Sfera di co-prosperità della Grande Asia orientale, alcuni giovani scrittori iniziarono a sviluppare una nuova idea di letteratura, come questa dovesse essere e chi avrebbe avuto il coraggio di preservare la sua integrità e sufficiente senso critico per esprimere i propri sentimenti con una nuova indipendenza. Questo gruppo fu poi conosciuto col nome di Angkatan 45.
Questi giovani autori non erano più interessati nel conflitto tra il Materialismo occidentale e lo Spiritualismo orientale proposto insistentemente dalla letteratura giapponese dell'epoca, preferendo problemi locali, comuni ad ogni persona della nazione.
Ironicamente, il loro stile fu affinato dalla continua ricerca nell'aggirare la censura, evolvendo un nuovo tipo di simbolismo per far sopravvivere i propri lavori agli stretti criteri giapponesi. Un tipico esempio di questo nuovo stile di letteratura è la poesia di Chairil Anwar Diponegoro.

## Nella cultura di massa

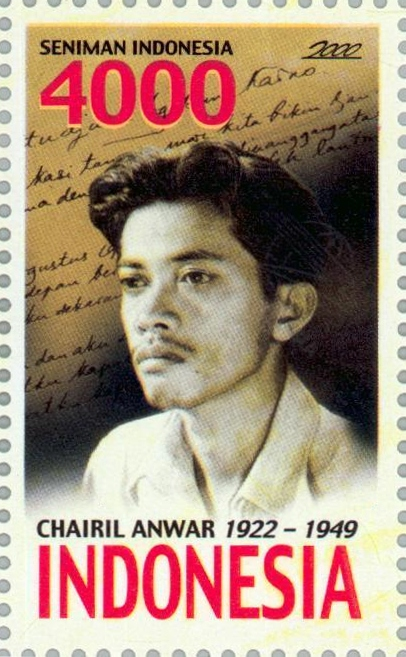
Francobollo indonesiano dedicato ad Anwar nel 2000

Secondo Andreas Teeuw, al 1980 si è scritto più su Anwar che su qualsiasi altro scrittore indonesiano. Teeuw stesso lo descrive come "il poeta perfetto".
Le poesie di Anwar sono state tradotte in inglese, francese e olandese. Il 28 aprile, anniversario della sua morte, viene celebrato un Indonesia come Giornata Nazionale della Letteratura.

## Opere
- Deru Tjampur Debu (1949)
- Kerikil Tadjam dan Jang Terampas dan Terputus (1949)
- Tiga Menguak Takdir (1950)

### Citazioni originali
1. ↑  "... kurus pucat tidak terurus kelihatannya."
2. ↑  "Matanya merah, agak liar, tetapi selalu seperti berpikir... ."
3. ↑  " ... gerak-geriknya ... seperti laku orang yang tidak peduli."
4. ↑  "Chairil yang sebenarnya."
5. ↑  "... telah menemukan Allah di mesjid dan bertengkar dengan Dia."
6. ↑  "... penyair yang semupurna."

### Riferimenti
1. ↑   Chairil Anwar, Indonesian Writer, su Enciclopedia Britannica. URL consultato il 16 febbraio 2024.
2. ↑  "Il principale poeta di quella che fu chiamata la Angkatan 45 ("Generazione 1945") è Chairil Anwar, mentre nella prosa eccelle Pramoedya Ananta Toer, autore di molti racconti e di romanzi, tra cui Keluarga Gerilja ("Una famiglia-guerriglia"), che presenta alcune fasi della lotta per l'indipendenza attraverso la storia di una famiglia di Djakarta." (da Enciclopedia Italiana - IV Appendice: Sebastiano Monti, Giorgio Borsa, Oscar Botto, voce Indonesia, (App. III, 1, p. 863), 1979)
3. ↑  Oemarjati (1972), p. XX.
4. 1 2  Anwar (1975), p. 678.
5. 1 2 3  Alwi e Harvey (2007), p. 125.
6. 1 2  Sjamsulridwan (1966), p. 22.
7. 1 2 3 4  Budiman (2007), pp. 115–116.
8. 1 2 3  Teeuw (1980), pp. 202–203.
9. 1 2  Balfas (1976), p. 78.
10. 1 2 3 4 5 6  Oemarjati (1972), p. XXI.
11. 1 2 3 4 5 6 7 8  Yampolsky (2002).
12. 1 2  Djamin e LaJoubert (1972), p. 51.
13. 1 2  Alwi e Harvey (2007), p. 126.
14. ↑  Sjamsulridwan (1966), pp. 23–25.
15. ↑  Braasem (1954), p. 44.
16. ↑  Sjamsulridwan (1966), p. 25.
17. ↑  Oemarjati (1972), p. XIII.
18. ↑  Bausani (1973).
19. 1 2 3 4 5 6  Oemarjati (1972), p. XXII.
20. ↑  Muurgedichten, "Origin Story".
21. ↑  Woko (2016).
22. ↑  Balfas (1976), p. 79.
23. ↑  Oemarjati (1972), p. XXV.
24. ↑  Jassin (1968), p. 38.
25. ↑  Djamin e LaJoubert (1972), p. 52.
26. ↑  Teeuw (1980), p. 206.
27. ↑  Teeuw (1980), pp. 203–204.
28. ↑  Teeuw (1980), p. 214.
29. ↑  Balfas (1976), p. 83.
30. ↑  Teeuw (1980), pp. 209–210.
31. ↑  Balfas (1976), p. 82.
32. ↑  Balfas (1976), p. 85.
33. 1 2  Teeuw (1980), pp. 204–205.
34. ↑  Teeuw (1980), p. 204.
35. ↑  Alisjahbana (1957), p. 34.
36. ↑  Teeuw (1959).
37. 1 2 3  Oemarjati (1972), p. XV.
38. ↑  Jassin (1963).
39. ↑  Sutherland (1968), p. 126.
40. 1 2 3  Oemarjati (1972), p. XVI.
41. ↑  Fokker (1951).
42. ↑  Jassin (1963), p. 33.
43. ↑  Jassin (1968), p. 40.
44. ↑  Oemarjati (1972), p. XVII.
45. ↑  Teeuw (1980), p. 199.